# Comuna Cacica, Suceava
Cacica (poloneză Kaczyka) este o comună în județul Suceava, Bucovina, România, formată din satele Cacica, Maidan, Pârteștii de Sus (reședința), Runcu și Solonețu Nou. Conform recensământului din 2011, Cacica avea 3.712 locuitori. Numele satului își are originea din limba poloneză, cuvântul „kaczka” însemnând „rață”.

## Istorie

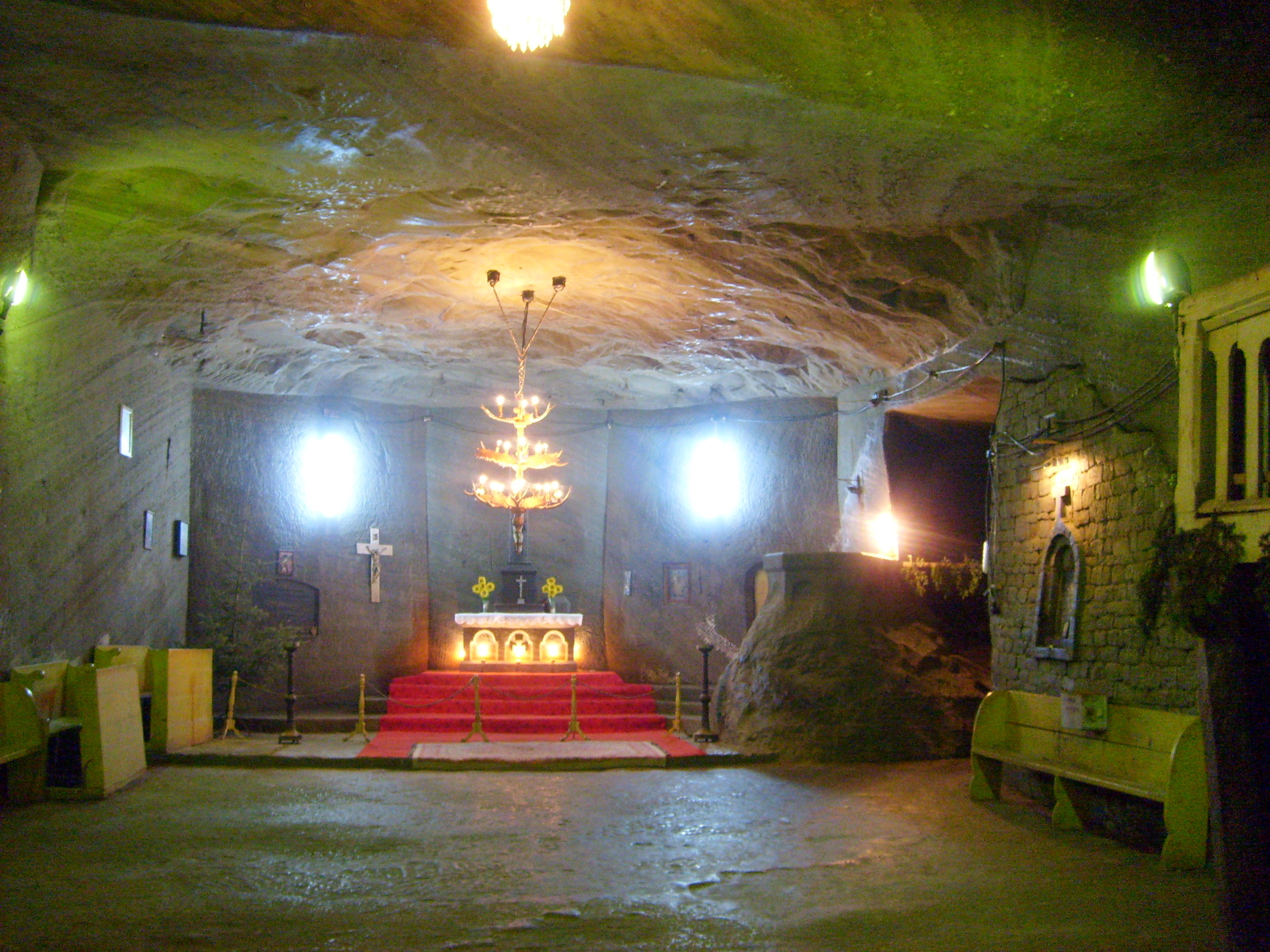
Capela Sfânta Varvara din Salina Cacica

Pe la anul 1780 s-a descoperit zăcământul de sare, iar în anul 1791 s-a deschis salina (sub conducerea austriacului Paul Hoffman), cu care ocazie au fost aduși mineri și tehnicieni din diferite provincii ale Imperiului Habsburgic, cei mai mulți fiind de religie romano-catolică. Întrucât la Cacica nu exista un lăcaș de cult romano-catolic, a fost săpată în masivul de sare o mare capelă cu hramul Sfânta Varvara (protectoarea minerilor).
Localitățile sucevene în care polonezii sunt numeroși sunt Moara, Cacica, Solonețu Nou, Poiana Micului, Pleșa și Vicșani. Acestea sunt așezate în zone izolate, muntoase sau deluroase, în care predomină pădurile de fag. Acest fapt le-a oferit polonezilor condiții de viață asemănătoare celor din regiunea Čadca sau din Bochnia și Wieliczka, de unde au venit strămoșii lor pe teritoriul județului Suceava cu aproximativ 200 de ani în urmă.
În 1810 în Cacica erau 305 locuitori, iar polonezii erau cei mai numeroși. În 1896 în localitate erau aproximativ 2000 de locuitori, din care peste 1000 de altă naționalitate decât cea română. Localitatea Solonețu Nou a fost întemeiată în 1834 de 30 de familii de munteni polonezi (gorali) veniți din Adâncata. În 1842 erau atestate 200 de familii de polonezi. În 1910 în localitate erau 813 locuitori. Evoluția nr. de locuitori în comună se prezintă astfel: în 1930 erau 1711 polonezi, în 1956 erau 1057 polonezi, în anul 1966 erau 1047 polonezi, în anul 1977 erau 1046 polonezi, iar în 1992 erau 1001 polonezi. Aceștia din urmă repartizați astfel: 612 în satul Solonețu Nou (care este cea mai mare comunitate compactă de polonezi din țară), 298 în satul Cacica, 43 în cătunul Runcu, 30 în cătunul Maidan și 18 în satul Pârteștii de Sus.

## Obiective turistice
- Salina Cacica
- Biserica romano-catolică din Cacica - construită în 1904.
- Biserica greco-catolică din Cacica - construită în 1865.
- Biserica Sfântul Ioan cel Nou din Cacica - biserica ortodoxă construită între 1892-1896.

## Demografie
Componența etnică a comunei Cacica
     Români (72,42%)
     Polonezi (18,47%)
     Ucraineni (3,38%)
     Alte etnii (0,13%)
     Necunoscută (5,6%)
Componența confesională a comunei Cacica
     Ortodocși (56,12%)
     Romano-catolici (23,69%)
     Penticostali (9,97%)
     Greco-catolici (4,14%)
     Alte religii (0,05%)
     Necunoscută (6,03%)
Conform recensământului efectuat în 2021, populația comunei Cacica se ridică la 3.963 de locuitori, în creștere față de recensământul anterior din 2011, când fuseseră înregistrați 3.712 locuitori. Majoritatea locuitorilor sunt români (72,42%), cu minorități de polonezi (18,47%) și ucraineni (3,38%), iar pentru 5,6% nu se cunoaște apartenența etnică. Din punct de vedere confesional, majoritatea locuitorilor sunt ortodocși (56,12%), cu minorități de romano-catolici (23,69%), penticostali (9,97%) și greco-catolici (4,14%), iar pentru 6,03% nu se cunoaște apartenența confesională.

## Politică și administrație
Comuna Cacica este administrată de un primar și un consiliu local compus din 13 consilieri. Primarul, Dinu-Radu Ciuc[*], de la Partidul Social Democrat, este în funcție din 1 noiembrie 2024. Începând cu alegerile locale din 2024, consiliul local are următoarea componență pe partide politice:
|  | Partid                          | Consilieri | Componența Consiliului | Componența Consiliului | Componența Consiliului | Componența Consiliului | Componența Consiliului | Componența Consiliului | Componența Consiliului |
|  | ------------------------------- | ---------- | ---------------------- | ---------------------- | ---------------------- | ---------------------- | ---------------------- | ---------------------- | ---------------------- |
|  | Partidul Social Democrat        | 7          |                        |                        |                        |                        |                        |                        |                        |
|  | Partidul Național Liberal       | 4          |                        |                        |                        |                        |                        |                        |                        |
|  | Uniunea Polonezilor din România | 2          |                        |                        |                        |                        |                        |                        |                        |

## Recensământul din 1930
Componența etnică a comunei Cacica
     Români (35%)
     Germani (4,5%)
     Polonezi (38,5%)
     Ruși (1,4%)
     Ruteni (18,23%)
     Evrei (2,2%)
     Altă etnie (0,1%)
Componența confesională a comunei Cacica
     Ortodocși (35%)
     Romano-catolici (44,5%)
     Mozaici (2%)
     Greco-catolici (19%)
     Altă religie (0,1%)
Conform recensământului efectuat în 1930, populația comuna Cacica se ridica la 1882 locuitori. Majoritatea locuitorilor erau polonezi (38,5%), cu o minoritate de români (35,0%), una de germani (4,5%), una de evrei (2,2%), una de ruși (1,4%) și una de ruteni (18,3%). Alte persoane s-au declarat: maghiari (6 persoane), cehi\slovaci (2 persoane). Din punct de vedere confesional, majoritatea locuitorilor erau romano-catolici (44,5%), dar existau și greco-catolici (19,0%), mozaici (2,0%) și ortodocși (35,0%) . Alte persoane au declarat: evanghelici\luterani (6 persoane), religie nedeclarată (16 persoane).

## Personalități născute aici
- Valeriu Alaci (1884 - 1955), matematician, profesor universitar la Universitatea Politehnica Timișoara;
- Teodor Bălan (1885 - 1972), istoric, profesor la Universitatea din Cernăuți și director al Comisiei Arhivelor Statului din Cernăuți;
- Mircea Neșu (1940 - 2014), fotbalist.